# Lev Detela

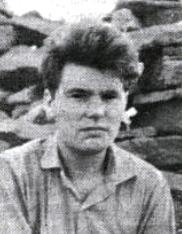
Lev Detela im Jahr 1964

Lev Detela (* 2. April 1939 in Maribor, Slowenien) ist ein österreichischer Schriftsteller slowenischer Herkunft, der auf Slowenisch und Deutsch schreibt.

## Leben
Lev Detela (eigentlich Leo von Detela) wurde im slowenischen Maribor geboren und verbrachte die Kindheit in der Untersteiermark sowie in Ljubljana, wo er 1958 maturierte und ein Studium der Slawistik begann. 1960 verließ er das damalige Jugoslawien und setzte sein Studium an der Universität Wien fort. Ab den 70er Jahren des vorigen Jahrhunderts wandte er sich primär der Literatur zu. Er war mit der Poetin Milena Merlak (1935–2006) verheiratet, mit der er gemeinsam drei Söhne hatte. Detela lebt mit seiner Partnerin heute in Wien und im Waldviertel.
Lev Detela schreibt Lyrik, erzählende Prosa, Essays und Dramen. Außerdem ist er als Übersetzer und Kulturberichterstatter in Slowenisch und Deutsch für Zeitungen und Zeitschriften in Österreich, Deutschland, der Schweiz und Slowenien tätig. Vor 1990 waren seine Bücher in Slowenien verboten, da er als Dissident galt. Er gestaltete Beiträge für diverse Rundfunkanstalten in Deutschland, Österreich und Italien, seit 1990 auch für Radio Slovenija. Sein literarisches Werk wurde ins Englische, Spanische, Italienische, Rumänische, Ungarische, Slowakische, Serbische, Albanische und Gujarati übersetzt.
Er ist Mitherausgeber und Redakteur der Zeitschrift für internationale Literatur LOG. Früher war er Redakteur der Zeitschriften Most in Triest, Mladje in Kärnten und der slowenischen Exilzeitschrift Slovenska vest. Derzeit arbeitet er für die slowenischen Literaturzeitschriften SRP und Meddobje.
Lev Detela übersetzt österreichische Literatur ins Slowenische, unter anderem Werke von Klaus Sandler, Bodo Hell, Liesl Ujvary, Peter Henisch, Peter Rosei und Ernst Jandl.
Lev Detela ist Mitglied des österreichischen PEN-Clubs, im Literaturkreis Podium und bei der IG Autorinnen Autoren, außerdem beim Verband der slowenischen Schriftsteller in Österreich - Klagenfurt und beim Verband der slowenischen Schriftsteller in Ljubljana.

## Werk
Als zweisprachiger Autor veröffentlicht Lev Detela auf Slowenisch und Deutsch. Sein Werk wurde mit dem Abraham-Woursell-Award New York (Universität Wien) zur Förderung junger europäischer Autoren 1966-1970 ausgezeichnet, er erhielt unter anderem den Osterpreis „Vstajenje“ der slowenischen Kulturorganisationen in Triest 1969, das Certificate of Merit des Slovenian Research Center of America 1970, den AStA - Literaturpreis der Universität Tübingen 1970, den Literaturpreis des Romanwettbewerbs der Zeitschrift Das Pult 1976, den Förderungspreis für Literatur des Theodor-Körner-Stiftungsfonds zur Förderung von Wissenschaft und Kunst 1976 und 1989, ein Staatsstipendium für Literatur des Bundesministeriums für Unterricht und Kunst 1976, den Förderungspreis des Landes Niederösterreich für Literatur 1982 und den Literaturpreis des Klagenfurter Hermagoras Verlags 1987.
Ein zentrales Thema der Texte Lev Detelas ist die politische Verfolgung. In formaler Hinsicht ist er der modernistischen und experimentellen Literatur verbunden. Er gehört zu den Hausautoren des Hermagoras Verlags, Klagenfurt/Celovec, dessen Literaturpreis ihm zugesprochen wurde. Zeitweise veröffentlichte er mit dem Pseudonym Levček Detelinski.

### Slowenische Publikationen
- Blodnjak (Der Irrgarten). Sieben Erzählungen. 1964: Triest, Verlag Sodobna knjiga
- Junastva slamnatega Krpana (Die Heldentaten des Strohriesen). Lyrische Groteske. 1965: Triest, Verlag Sodobna knjiga
- Atentat (Das Attentat). Prosa und Lyrik. 1966: Triest, Verlag Sodobna knjiga
- Izkusnje z nevihtami (Erfahrungen mit Gewittern). Kurzgeschichten. 1967: London, Verlag Sodobna knjiga
- Sladkor in bic (Zucker und Peitsche). Lyrik. 1969: London, Verlag Sodobna knjiga
- Crni moz (Der schwarze Mann). Moritat in Versen. 1969: London, Verlag Sodobna knjiga
- Metaelement. Lyrik. 1970: London, Verlag Sodobna knjiga
- Kraljev kip (Die Königsstatue). Prosa. 1970: London, Verlag Sodobna knjiga
- Legende o vrvohodcih in mesecnikih (Legenden von Seiltänzern und Mondsüchtigen). Lyrik. 1973: Canberra, The Lapwing Press
- Marijin mojster (Meister der Marienbilder). Historischer Roman. 1974: Klagenfurt, Hermagoras Verlag
- Duhovni ogenj naj vecno gori (Die ewige Flamme des Geistes). Dreißig Essays. 1975: Tainach in Kärnten, Sodalitas
- Povojni slovenski koroski pesniki in pisatelji (Die kärntnerslowenischen Nachkriegsautoren). Essays. 1977: Klagenfurt, Hermagoras Verlag
- Kaj je povedala noc (Was die Nacht erzählt / What Night reveals). Lyrik (zus. mit Milena Merlak). Illustrationen von Ted Kramolc. 1985: Klagenfurt, Hermagoras Verlag
- Casomer zivljenja (Zeitmesser des Lebens). Erinnerungen I. (1943-1962). 1987: Buenos Aires, Verlag Slovenska kulturna akcija
- Café noir. Gedichte. 1989: Wien, Krog ljubiteljev slovenske kulture
- Dunajski valcek za izgubljeno preteklost (Wiener Walzer für die verlorene Vergangenheit). Historischer Roman. 1989: Triest, Verlag Sodobna knjiga
- Stiska in sijaj slovenskega kneza (Elend und Glanz des slowenischen Fürsten). Historischer Roman. Nachw.: Bogdan Pogacnik. 1989: Klagenfurt, Hermagoras Verlag
- Poslednja gora (Der letzte Berg). Ausgewählte Werke I. (Prosa). Hg./Vorw.: Brane Gradisnik. Nachw.: Tomo Virk. 1991: Ljubljana, Verlag Art agencija
- Duh in telo (Geist und Leib). Ausgewählte Gedichte. Hg.: Tone Pavcek. 1993: Ljubljana, Verlag Mihelac
- Jantarska zveza (Der Bernsteinbund). Historischer Roman. Nachw.: Ivan Tomazic. 1998: Klagenfurt-Wien-Ljubljana: Hermagoras Verlag
- Starosvetni spevi (Die altertümlichen Gesänge). 1999: Ljubljana, Verlag SRP
- Tri zvezde (Drei Sterne). Historischer Roman über die Grafen von Cilli. Erster Band. Vorw.: Ivo Antic. 2008: Ljubljana-Maribor, Verlag VED
- Tri zvezde (Drei Sterne). Historischer Roman. Zweiter Band. 2008: Ljubljana-Maribor, Verlag VED
- Zvezde, zanke (Sterne, Schlingen). Lyrik. Vorw.: Ivo Antic. 2008: Ljubljana - Maribor, Verlag VED
- Svetloba na skrlatni obali (Das Licht auf dem scharlachroten Ufer). Balladen und SMS - Liebeslyrik. Vorw.: Ivo Antic. 2008: Ljubljana-Maribor, Verlag VED
- Dunaj na postni znamki (Wien auf der Briefmarke). Erinnerungen III. (1989-2006). Nachw.: Andrej Rot. 2009: Celje (Cilli), Verlag Celjska Mohorjeva druzba
- Grske pesmi (Griechische Gedichte). Lyrik. Vorw.: Janja Zitnik Serafin. 2009: Klagenfurt-Wien-Ljubljana, Hermagoras Verlag

### Deutschsprachige Publikationen
- Erfahrungen mit Gewittern. Kurzgeschichten. Aus dem Slowen. von Hilde Bergner. 1973: Darmstadt, J. G. Bläschke Verlag
- Legenden um den Vater. Kurzprosa. Vorw.: Klaus Sandler. 1976: Eisenstadt, Edition Roetzer
- Die Königsstatue. Ein historischer Roman aus der Gegenwart. 1977: Wien, Rhombus Verlag
- Imponiergebärden des Herrschens. Ein psychologischer Bericht über den aufschneidenden Schneider, den Möchtegernkaiser. 1978: Wien, Rhombus Verlag
- Der tausendjährige Krieg. Ein Lesestück für die Hinterbliebenen. Vorw.: Peter Kersche. 1983: Wien, LOG - Verlag (LOG-BUCH 1)
- Was die Nacht erzählt (zus. mit Milena Merlak). Gedichte. Dreisprachig (dt., slowen., engl.). Übers. ins Engl.: Herbert Kuhner. 1985: Klagenfurt: Hermagoras Verlag
- Testament des hohen Vogels. Gedichte. 1985: Wien, LOG - Verlag (LOG-BUCH 4)
- Gespräche unter den Fabrikschornsteinen. Die strahlende Literatur im Schatten von Tschernobyl. Prosa. 1986: Wien, LOG - Verlag (LOG-BUCH 5)
- Hinter dem Feuerwald. Prosa. 1995: Wien, LOG - Verlag (LOG-BUCH 16)
- Die Verrücktheit der Wetterlage. Erzählungen aus Österreich. 1996: Wien, LOG - Verlag (LOG-BUCH 18)
- Unfrisierte Gedanken eines zugereisten Betrachters. Essays. 1998: Wien, LOG - Verlag (LOG-BUCH 24)
- Die Merkmale der Nase. Ausgewählte deutschsprachige Prosa und Lyrik 1970-2004. 2005: Wien, LOG - Verlag (LOG-BUCH 27)
- Verdichtungen. Nonsensverse & Experimente. 2009: Wien, LOG - Verlag (LOG-BUCH 29)